# Tropisch klimaat

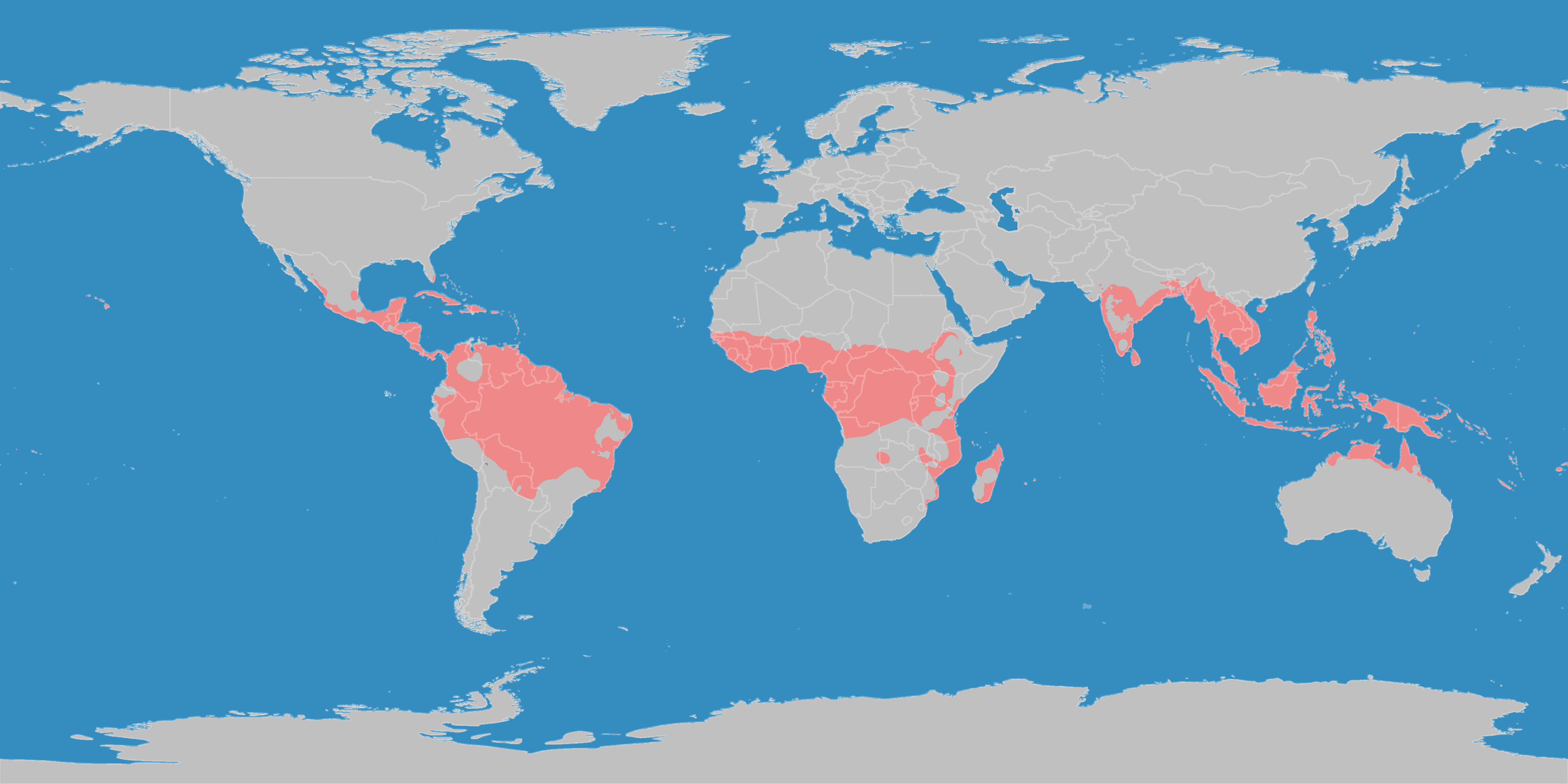
Gebieden met een tropisch klimaat (A)

Een tropisch klimaat is een klimaat dat voorkomt in de tropen. Volgens de klimaatclassificatie van Köppen is het een niet-droog klimaat waarbij in de koudste maand van het jaar de gemiddelde temperatuur niet lager is dan 18°C. Köppen karakteriseert het zijnde een hoofdklimaat als het A-klimaat.

## Verdere onderverdeling volgens Köppen
- Af: tropisch regenwoudklimaat; de droogste maand van het jaar heeft een gemiddelde maandneerslag van ten minste 60 mm en de neerslag valt ongeveer verspreid over het hele jaar.
- Am: moessonklimaat; de droogste maand van het jaar heeft een gemiddelde maandneerslag van minder dan 60 mm en het droge seizoen springt er ten opzichte van het natte moessonseizoen sterk uit.
- Aw / As: tropisch savanneklimaat; er is ten minste één maand in het jaar die een gemiddelde maandneerslag heeft van minder dan 60 mm en het droge seizoen springt er ten opzichte van het natte seizoen sterk uit.